# Тойс
Тойс (нем. Tois), также мы́за То́хисоо (эст. Tohisoo mõis) — рыцарская мыза в волости Кохила уезда Рапламаа, Эстония. Согласно историческому административному делению мыза относилась к приходу Хагери. В годы Российской империи находилась на территории Эстляндской губернии и относилась к приходу Гаггерс.

## История мызы
Мыза была основана предположительно в XVII столетии. В то время она принадлежала дворянскому семейству Бурт (Burt). После Северной войны мыза поменяла несколько владельцев, имена которых сохранились в письменных источниках:
- 1710, 1717 —  Герман Фридрих Беллингсгаузен (Hermann Friedrich Bellingshausen),
- 1713 — Ева Хелена Бок (Eva Helena Bock),
- 1719 — Фридрих Вильгельм Удам (Friedrich Wilhelm Udam),
- 1725 — Георг Йоханн Бок (Georg Johann Bock) и Готтхард Вильгельм Эссен (Gotthard Wilhelm Essen),
- 1739 — Карл Магнус Корф (Karl Magnus Korff).

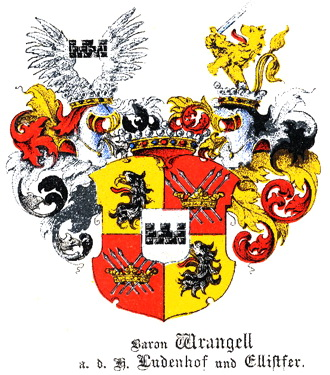
Герб Врангелей

В 1744 году мыза по наследству перешла Беренду Йоханну фон Врангелю (Berend Johann von Wrangell). Во владении семейства Врангелей мыза оставалась до её экспроприации в 1919 году.
На военно-топографических картах Российской империи (1846–1863 годы), в состав которой входила Эстляндская губерния, мыза обозначена как Тойсъ.
Последняя собственница мызы — Бенита фон Врангель (Benita von Wrangell) в 1920-х годах вышла замуж за шведа Карла Мотандера (Carl Mothander); в их руках часть центра мызы оставалась до отъезда из Эстонии в 1939 году. Карл Мотандер написал книгу о жизни балтийских мызников «Бароны, эстонцы и большевики», которая на эстонском языке вышла в 1997 году.
1 октября 1923 года главное здание мызы было передано в пользование Кохилаской 6-классной начальной школы; для её нужд в 1938 году c переднего фасада был пристроен второй этаж. Задний фасад дома сохранился в более-менее первозданном виде.
С весны по осень 1944 года в главном здании мызы размещался немецкий военный госпиталь. В 1961 году в посёлке Кохила было построено новое школьное здание, и на мызе Тохисоо работали только начальные классы, а затем — интернат. В 1987—1992 годах в здании работал Кохилаский Дом культуры.

## Главное здание
Нынешнее главное здание мызы в стиле историзма было возведено в 1910-х годах.
Здание имеет фундамент из бутового камня и фронтоны сложной конфигурации на трёх ризалитах переднего фасада. Главный вход в здание оформлен как небольшая многоугольная выступающая пристройка. Задняя часть здания в центре двухэтажная, и её украшает маленькая веранда.

## Мызный комплекс
В конце 19-го столетия у мызы было стадо скота голландской чёрно-пёстрой породы, водяная мельница (построена примерно в 1875 году), небольшая печь для обжига плитняка, печь для производства кирпича. Во второй половине 19-го столетия мызная водочная фабрика снабжала своей продукцией находившуюся на землях мызы корчму Силлаотса.
Многочисленные мызные строения были расположены на реке Кейла и на узкой полосе земли возле исторической дороги Таллин—Рапла.
Амбар простого вида в форме латинской буквы L и каретник-конюшня располагались напротив старого главного здания, на другой стороне продолговатого т. н. почётного круга. Остальные здания находились на берегу реки к югу и юго-востоку от главного здания; большинство из них в настоящее время в руинах.
Старое одноэтажное главное здание было сожжено крестьянами во время восстания в 1905 году; по некоторым данным отдельные его части были построены в 17-м столетии. От этого здания сохранились два погреба.
Мызный комплекс в настоящее время находится в границах посёлка Кохила. Шоссе Таллин—Рапла в результате выпрямления проходит теперь не через мызные земли, а в километре к востоку от Кохила.
Сохранился мызный парк площадью 4,8 гектара; как природоохранный объект в 1959 году он был внесён в Регистр окружающей среды Эстонии.

## Современное использование мызы
В настоящее время в главном здании мызы располагается Кохилаский учебный центр (эст. Kohila Koolituskeskus), где работают музыкальное и художественное отделения, различные рабочие комнаты, имеется комната для семинаров и зал с хорошей акустикой. В мызном парке построена мастерская керамики.